# Johann Jakob Köhler
Johann Jakob Köhler (* 10. August 1712 in Langenwolmsdorf; † 24. August 1779) war ein evangelisch-lutherischer Pfarrer und Historiker.

## Leben
Johann Jakob Köhler war ein Sohn des Pfarrers Moritz d. J. Köhler (1680–1749). Nach dem Studium an der Universität Leipzig ab 1733 folgte seine Ordination am 29. April 1739. Er war ab 1739 Pfarrer in Langenwolmsdorf, zunächst als Substitut des Vaters. Von 1754 bis 1771 wirkte er als Pfarrer in Brehna.
In seiner Amtszeit in Brehna trug Johann Jakob Köhler Materialien zur Ortsgeschichte zusammen und verfasste die erste Chronik des Ortes.

## Familie
Sein Sohn Johann Friedrich Köhler war an der Brehna-Chronik seines Vaters beteiligt, so dass er als deren Mitverfasser geführt wird. 1776 hatte er den Druck der Brehna-Chronik geplant. Es kam damals jedoch nicht dazu, sondern erst im Jahr 2003.
Sein Enkelsohn Rudolf (oder Ludolf) Wilhelm Köhler (* 5. September 1801 in Taucha; † 1871 in Dresden) war von 1849 bis 1870 Pfarrer in Wiesa.

## Schriften
- Johann Jakob Köhler; Johann Friedrich Köhler: Geschichte der Stadt und Grafschaft Brena – nebst einem Anhange von 72 alten und neuen, meistens ungedruckten Urkunden, unveröffentlichtes Manuskript, um 1760/1776 mit dem lateinischen Text und einer Übersetzung der Brehnaer Ersterwähnungsurkunde vom 29. September 1053. Veröffentlicht als Festschrift zur 950. Wiederkehr der urkundlichen Ersterwähnung des Namens Brehna am 29. September 1053. Hrsg. von der Stadt Brehna mit Unterstützung des Heimat- und Geschichtsvereins Brehna e.V. Transkribiert, übers. und bearb. von Armin Feldmann, 248 Seiten, Brehna 2003, ohne ISBN (Online in www.diplomarbeiten24.de)